# Văn tế tướng sĩ trận vong
Văn tế tướng sĩ trận vong là một bài văn tế do Tiền quân Nguyễn Văn Thành đọc để tế các tướng sĩ của vua Gia Long đã bỏ mình trong cuộc chiến với quân Tây Sơn trong lịch sử Việt Nam.

## Tác giả
Có ba người được cho là tác giả của bài văn tế trên. Cụ thể như sau:
- Một số nhà nghiên cứu, ví dụ như nhà văn hóa Phạm Quỳnh[1] hay nhà nghiên cứu Dương Quảng Hàm,[2] cho rằng bài văn tế do bản thân Tiền Quân Nguyễn Văn Thành, vốn có tiếng là người hay chữ nhất trong các quan võ của Gia Long và là người đã cùng Gia Long vào sinh ra tử trong cuộc chiến mấy mươi năm, tự soạn và đứng chủ tế.
- Tuy nhiên, theo GS. Nguyễn Lộc, thì bài văn tế do một người khác là ông Nguyễn Huy Lượng soạn. GS Lộc giải thích "để làm lễ tế các tướng sĩ tử trận, Tổng trấn Bắc thành Nguyễn Văn Thành có nhờ Nguyễn Huy Lượng và Phan Huy Ích mỗi người làm một bài văn tế. Và Nguyễn Huy Lượng đã dâng lên bài Văn tế tướng sĩ trận vong mà xưa nay hay cho là của ông Thành" [3].
- Nguyên Thang bác bỏ 2 luận điểm trên, và cho rằng rất có thể Vũ Trinh mới thực sự là tác giả[4] của áng văn bất hủ này. Và Nguyên Thang lập luận rằng Nguyễn Huy Lượng, Phan Huy Ích đã tận tụy phục vụ triều Tây Sơn là đối nghịch triều Nguyễn, thậm chí Phan Huy Ích từng bị hình phạt của triều Nguyễn đánh bằng roi ở Văn Miếu thì không thể nào ca tụng tinh thần quả cảm hi sinh của tướng sĩ nhà Nguyễn trước quân Tây Sơn.

## Nhận xét chung & bố cục
Nhà giáo Dương Quảng Hàm viết: 
Bài "Văn tế tướng sĩ trận vong" của quan Tiền quân Nguyễn Văn Thành đọc khi tế các tướng sĩ đã chết trận trong hồi theo vua Gia Long đánh dẹp các nơi. Trong bài, lấy cái cảm tình của một ông võ tướng mà giãi bày công trạng anh hùng của kẻ đã qua, thổ lộ tấm lòng thương tiếc của người còn lại, lời văn thống thiết, giọng văn hùng hồn, thật là một bài văn tế rất hay.
"Văn tế Trận Vong Tướng Sĩ" là một bài văn tế khác biệt hẳn các bài văn tế theo lề lối tán tụng ở điểm lòng thành thực, mối tình cảm của người viết đồng thời chính là người chủ động các công việc được kể đến trong bài.
Bài được chia thành 4 phần:
- Lung khởi: từ "Than ôi"...đến "danh ấy thọ"
- Thích thực: từ "Xót thay"...đến "cổ độ"
- Ai vãn: từ "Ôi cùng lòng trung nghĩa"...đến "sao chẳng có"
- Kết: từ "Bản chức nay"...đến "vạn kỷ chửa dời ngôi bảo tộ"

## Trích
Than ôi! Trời Đông Phố vận ra Sóc Cảnh , trải bao phen gian hiểm mới có ngày nay; nước Lô hà chảy xuống Lương giang , nghĩ mấy kẻ điêu linh  những từ thuở nọ, cho hay sinh là ký mà tử là quy; mới biết mệnh ấy yểu mà danh ấy thọ.
Xót thay! Tình dưới viên mao , phận trong giới trụ . Ba nghìn họp con em đất Bái , cung tên ngang dọc chí nam nhi; hai trăm vây cờ cõi non Kỳ , cơm áo nặng dầy ơn cựu chủ...
...Trước từng trải Xiêm La, Cao Miên về Gia Định mới dần ra Khánh, Thuận , đã mấy buổi sơn phong hải lễ , trời Cao, Quang  soi tỏ tấm kiên trinh, rồi lai từ Đồn Bàn, Nam, Ngãi lấy Phú Xuân mà thẳng tới Thăng Long , biết bao phen vũ pháo vân thê , đất Lũng, Thục  lăn vào nơi hiểm cố.
...Bản chức nay, vâng việc biên phòng, chạnh lòng niềm viễn thú. Dưới trướng nức mùi chung đỉnh, sực nhớ khi chén rượu rót đầu ghềnh; trong nhà rõ vẻ áo xiêm, chạnh nghĩ buổi tấm cừu vung trước gió. Bâng khuâng kẻ khuất với người còn; tưởng tượng thầy đâu thì tớ đó.
Nền phủ định  tới đây còn xốc nỗi, vu lòng một lễ, chén rượu thoi vàng; chữ tương đồng ngẫm lại vốn đinh ninh, khắp mặt ba quân, cờ đào nón đỏ, có cảm thông thì tới đó khuyên mời; dù linh thinh hãy nghe lời dặn dỗ.
Buổi chinh chiến hoặc oan hay chẳng, cũng chớ nề kẻ trước người sau, hàng trên lớp dưới, khao thưởng rồi sẽ tấu biểu dương cho; hội thăng bình đừng có nghĩ rằng không, dù ai còn cha già, mẹ yếu, vợ góa, con côi, an tập hết, cũng ban tồn tuất đủ.
Hồn phách đâu đều ngày tháng Thuấn, Nghiêu ; hài cốt đó cũng nước non Thang, Vũ .
Cơ huyền diệu  hoặc thâm trầm chưa rõ, thiêng thời về cố quận, để hương thơm lửa sáng, kiếp tái sinh lại nhận cửa tiền quân ; niềm tôn thân dù sinh tử chớ nề, linh thời hộ Hoàng triều cho bể lặng sóng trong, duy vạn kỷ chửa dời ngôi bảo tộ .

## Nhận định
- Thạch Trung Giả[25] viết: "Hùng hồn và thống thiết là đặc điểm của áng văn này. Ngoài ra, những nét gợi cảm đến dựng đứng tóc gáy cho ta thấy vết tích của nghệ thuật Lê mạt với những Đặng Trần Côn, Ôn Như Hầu, và cái vẻ trang nghiêm đanh thép dự báo cho ta thời thịnh Nguyễn với những Nguyễn Công Trứ, Cao Bá Quát..."[26]
- Học giả Phạm Quỳnh cho rằng: "Hay vì lời: lời đáng ghi vào vàng đá, truyền đến muôn đời; khi 'gióng giả như dịp trống trong quân', khi 'tơi bời như ngọn cờ dưới nguyệt', khi 'mịt mù như cơn gió lốc thổi dấu kẻ tha hương’, khi ‘lập lòe như đám lửa trơi, soi chừng đám cổ độ’, khi 'hùng tráng như tiếng gươm tuốt trong trận', khi 'lâm li như tiếng vượn khóc trên ngàn'. Hay vì ý tứ: ý tứ thâm trầm, muốn biểu dương công nghiệp của kẻ quân nhân đã giúp bản triều gây dựng nên cơ đồ vĩ đại, người sống đã hết phận truy tùy, ‘chung nỗi ân ưu mà riêng phần lao khổ’, kẻ chết cũng còn hộ được ‘Hoàng triều cho bể lặng sóng trong’…"[1]
- Cố thủ tướng Việt Nam Võ Văn Kiệt có nói: "Đầu thế kỷ 19, sau hơn 200 năm chiến tranh triền miên, hòa bình lập lại, ông Nguyễn Văn Thành đã thay mặt triều đình viết Văn tế tướng sĩ trận vong; và trong nhân dân, đại thi hào Nguyễn Du viết Văn chiêu hồn là vừa để giải thoát những đau thương về tinh thần và tâm linh đè nặng tâm hồn dân tộc, vừa để hướng dẫn đời sống tâm hồn và đạo lý của những người đang sống."[27]